# Museo Histórico del Tabaco
El Museo Histórico del Tabaco (en neerlandés: Tabaks Historisch Museum) es un museo dedicado a la historia del tabaco ubicado en la ciudad neerlandesa de Delft, que ofrece una visión general de la industria del tabaco en esa ciudad desde el siglo XVII.
La colección del Museo Histórico del Tabaco, que tiene su origen en la colección privada de Louis Bracco Gartner, está formada por una amplia variedad de artículos relacionados con el mundo del tabaco, como pipas de agua, puros, cajas de tabaco, tarjetas postales, anuncios, embalajes y herramientas.
Parte de la colección presenta objetos específicos de la ciudad de Delft, como pipas de agua clásicas del siglo XVII, frascos de tabaco hechos con cerámica de Delft y composiciones de azulejos que representan personajes fumando pipas de agua.

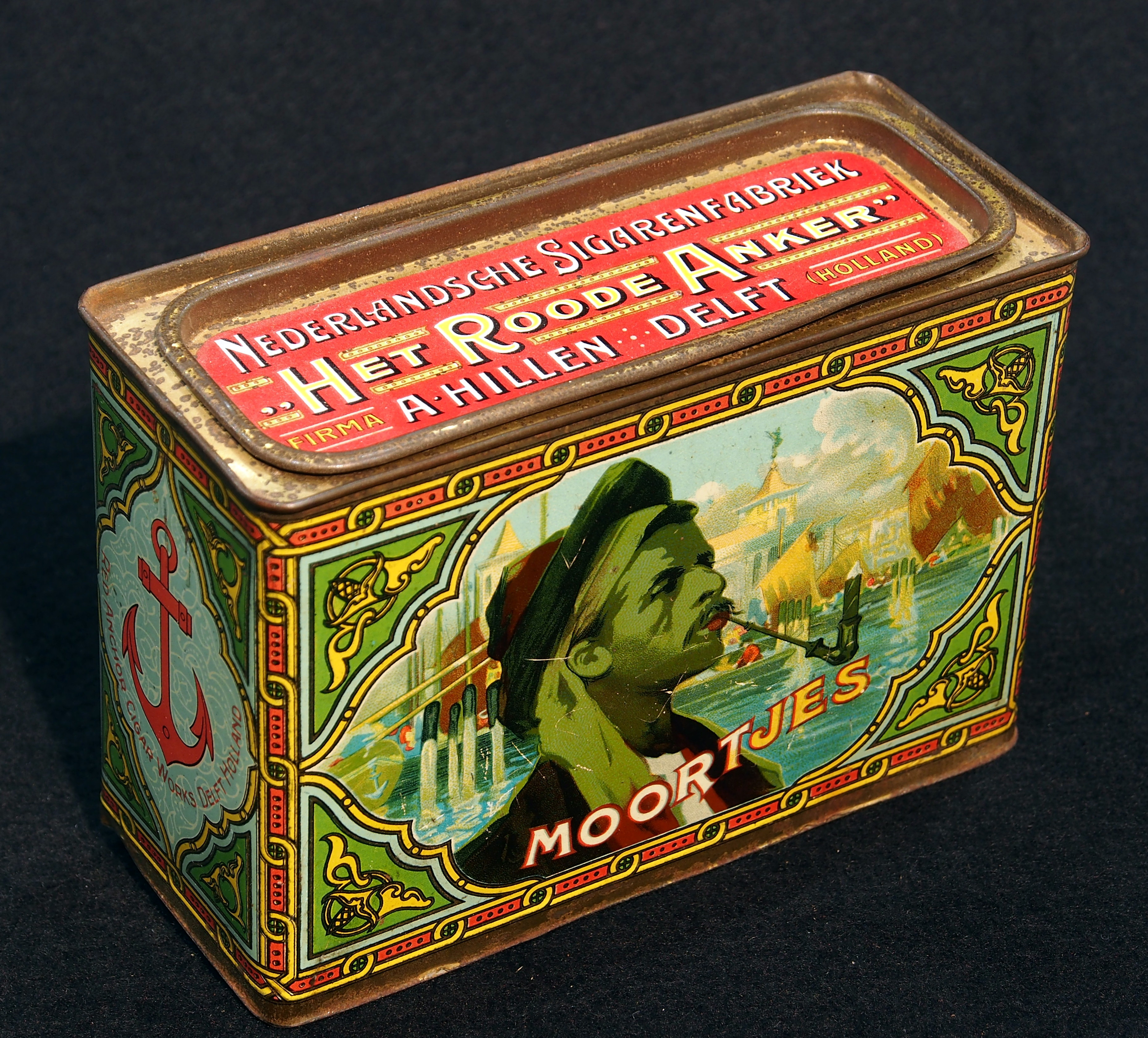
Caja de tabaco de la marca Het Ruede Anker, fabricada en Delft

El museo está ubicado en una antigua fábrica de cigarrillos y su visita solo es posible con cita previa.